# Tiếng Mantsi
Tiếng Mantsi (còn được gọi là tiếng Lô Lô, tiếng Lô Lô Hoa hoặc tiếng Lô Lô Đỏ), là một ngôn ngữ thuộc nhóm ngôn ngữ Lô Lô-Miến nói bởi người Di ở Trung Quốc và người Lô Lô ở Việt Nam.
Tiếng Mantsi có 40 khởi âm, 27 nguyên âm (11 nguyên âm đơn và 13 nguyên âm kép) và 6 thanh điệu (Lama 2012).

## Phân loại
Tiếng Mantsi có thể liên quan đến tiếng Kathu (Kasu, Gasu) và tiếng Mo'ang (mɯaŋ51) của châu Văn Sơn, Vân Nam, Trung Quốc (Edmondson 2003). Lama (2012) kết luận rằng tiếng Mantsi (Mondzi) và tiếng Mo'ang tạo thành nhánh khác biệt nhất của nhóm ngôn ngữ Lô Lô-Miến.

## Phân bố
Người Lô Lô Đỏ và Lô Lô Hoa sống ở tỉnh Hà Giang của Việt Nam. Cả hai đều nói ngôn ngữ tương tự nhau. Ngôn ngữ người Lô Lô Đỏ nói đã được Jerold A. Edmondson nghiên cứu vào cuối những năm 1990. Tại huyện Phú Ninh, Vân Nam, Trung Quốc, các ngôn ngữ liên quan khác được sử dụng bởi tộc người được gọi là Lô Lô Trắng (Edmondson 2003).
Dân tộc Lô Lô ở miền bắc Việt Nam gồm 3.134 người ở Hà Giang, Cao Bằng và huyện Mường Khương của tỉnh Lào Cai. Họ còn được gọi là Mùn Di, Di, Màn Di, La La, Qua La, Ô Man, và Lu Lộc Màn.
Lô Lô Hoa
- Tỉnh Hà Giang
  - Xín Cái, huyện Mèo Vạc
  - Lũng Cú, huyện Đồng Văn

Lô Lô Đỏ
- Tỉnh Hà Giang
  - Huyện Mèo Vạc
  - Huyện Yên Minh

Lô Lô Trắng
- Tỉnh Hà Giang
  - Huyện Mèo Vạc

Người Lô Lô Đen sống ở huyện Bảo Lạc, tỉnh Cao Bằng, ngay phía đông của tỉnh Hà Giang. Người Lô Lô Đen (Ma Ndzi) của Cao Bằng được đề cập trong Iwasa (2003).
Lô Lô Đen
- Huyện Bảo Lạc, tỉnh Cao Bằng
  - Hồng Tri (bao gồm làng Nà Van [4])
  - Đức Hạnh (Bảo Lạc)
  - Nghàm Lồm, xã Cô Ba

### Quốc (2011)
Quốc (2011) liệt kê các làng dân tộc Lô Lô sau đây ở miền bắc Việt Nam.
- Huyện Mèo Vạc, Hà Giang 
  - xã Thượng Phùng 
    - bản Mỏ Phàng
    - bản Hoa Cà

  - xã Tân Cái 
    - Cờ Tẳng
    - Cờ Lẳng
    - Mè Lẳng

  - bản Sắng Pả A / B, Mèo Vạc
- Huyện Đồng Văn, Hà Giang 
  - bản Lô Lô, xã Lũng Cú
  - bản Mã Là, xã Lũng Táo
  - khu Đoàn Kết, xã Sủng Là
- Huyện Bảo Lạc, Cao Bằng 
  - xã Hồng Trị 
    - Cốc Xả Trên/Dưới
    - Khau Cà
    - Khau Trang
    - Nà Van
    - Khuổi Khon
    - Khuổi Pao

  - bản Ngàm Lầm, xã Cô Ba
- Huyện Bảo Lâm, Cao Bằng 
  - xã Đức Hạnh